# Ringmodulatie
Ringmodulatie is een geluidssynthesetechniek waarbij twee hoogfrequente (periodieke) signalen met elkaar vermenigvuldigd worden. Hierbij ontstaat een signaal dat uit de som en het verschil van de frequenties van beide signalen bestaat, de somtoon en de verschiltoon. Deze samengestelde toon, ook wel multiphonic genoemd, resulteert vaak in disharmonische klanken, wat op aliasing kan lijken. Eigenlijk is ringmodulatie vergelijkbaar met amplitudemodulatie met als verschil dat de oorspronkelijke frequenties niet meer in het gemoduleerde signaal terug te vinden zijn.
Vaak is een ringmodulator aanwezig op een synthesizer.
Wanneer een van beide invoerssignalen laagfrequent (onder het hoorbare gebied) is, spreekt men liever over zweving, wat lijkt op tremolo.